# Sleazy
«Sleazy» — промосингл певицы Kesha с альбома Cannibal. Сингл был выпущен 2 ноября 2010 года на iTunes.

## Информация о песне
«Sleazy» была написана Кешей, Dr. Luke, Бенджаменом Ливайном, продюсером Bangladesh и Teddybears. В сингле вновь используется «вокальный рэп» — знаковая черта композиций Кеши. При записи песни использовано многослойное наложение голоса, а также электронное преобразование голоса. Критики отмечают в песне отчётливое влияние творчества Гвен Стефани («Hollaback Girl»), Дженнифер Лопес («Love Don’t Cost a Thing») и Lil Wayne («A Milli»).

## Критические отзывы
MTV News оставил положительную рецензию на «Sleazy». В отзыве был отмечен «убийственный бит» и запоминающийся текст. В рецензии AOL Radio указывается на то, что «Sleazy» во многом повторяет другую песню Кеши «We R Who We R».

## Позиции в чартах
В Канаде «Sleazy» вошла в Canadian Hot 100 20 ноября 2010 и заняла 46 место. В Billboard Hot 100 песня дебютировала на 51 месте.

| Чарт (2010)                         | Место |
| ----------------------------------- | ----- |
| Канада (Billboard Canadian Hot 100) | 46    |
| США (Billboard Hot 100)             | 51    |

| Чарт (2011)       | Место |
| ----------------- | ----- |
| Canadian Hot 100  | 74    |
| Billboard Hot 100 | 37    |

## Сертификация
| Регион                                                                      | Сертификация | Продажи |
| --------------------------------------------------------------------------- | ------------ | ------- |
| США (RIAA)                                                                  | Золотой      | 500 000 |
| Данные о продажах + прослушиваниях приведены только на основе сертификации. |              |         |

## Издание сингла
| Страна    | Дата            | Формат               |
| --------- | --------------- | -------------------- |
| Австралия | 29 октября 2010 | цифровая дистрибуция |
| Канада    | 29 октября 2010 | цифровая дистрибуция |
| США       | 29 октября 2010 | цифровая дистрибуция |